# Ranger 3
Ranger 3 was een Amerikaanse onbemande ruimtemissie naar de maan die werd uitgevoerd in de jaren 60 van de twintigste eeuw. Het doel van deze missie was om informatie over mogelijke landingsplaatsen te verzamelen ten behoeve van bemande maanlandingen in het kader van het aankomende Apolloprogramma.

## Lancering
Ranger 3 werd gelanceerd op 26 januari 1962 met een Atlas-Agena draagraket vanaf Cape Canaveral. Deze maansonde werd gebouwd door het Jet Propulsion Laboratory en had een massa van 330 kg.

## Technische uitrusting
Het Ranger-programma bestond in feite uit drie verschillende types, die behoorlijk in uitrusting verschilden. Het Block-I type was slechts bedoeld om ervaring op te doen met het vaartuig en enig onderzoek naar de dampkring te verrichten. Met exemplaren van het Block-II type had men de intentie stralingsmetingen te doen, opnames van het maanoppervlak te maken vanaf lage hoogte en een seismometer af te werpen op de maan, alvorens het ruimtescheepje te pletter zou slaan. De Block-III serie daarentegen had als enige doel het verrichten van fotoverkenning; deze verkenners beschikten dan ook over een omvangrijk camerablok om zo veel mogelijk gedetailleerde close-up opnames van de oppervlakte van de maan naar de Aarde over te seinen, voordat ze met hoge snelheid insloegen op de maan.

### Afmetingen
Ranger 3 was van het Block-II type en dus het eerste daadwerkelijke maanschot uit het programma. Dit ruimtescheepje had een hoogte van 3,1 m en een verchroomde en vergulde hexagonale basis van 1½ m doorsnede. Voor communicatie met de Aarde beschikte het over twee antennes, waaronder een aan de onderkant bevestigde schotelantenne. Naast vergulde en verchroomde beplating, verfde NASA het toestel wit en bracht een verzilverde plastic hoes om de remraket aan.

### Koerscorrectie en standregeling
Voor koers- en standcorrectie gebruikte de verkenner zon- en aardesensors, gyroscopen en stuurraketjes, waarvan een met groter vermogen voor de koerscorrectie op weg naar de maan. De remraket leverde een stuwkracht van 22,6 kN.

### Energievoorziening
De verkenner had een vermogen van 135 watt en beschikte over twee zonnepanelen met in totaal 8680 zonnecellen en een oppervlak van 5,2 m². Deze wekten stroom op voor een 11½ kg wegende zilver/zinkoxideaccu met een energie-inhoud van 1 kWh. Deze accu leverde ook de stroom gedurende de lancering.

### Wetenschappelijke instrumenten

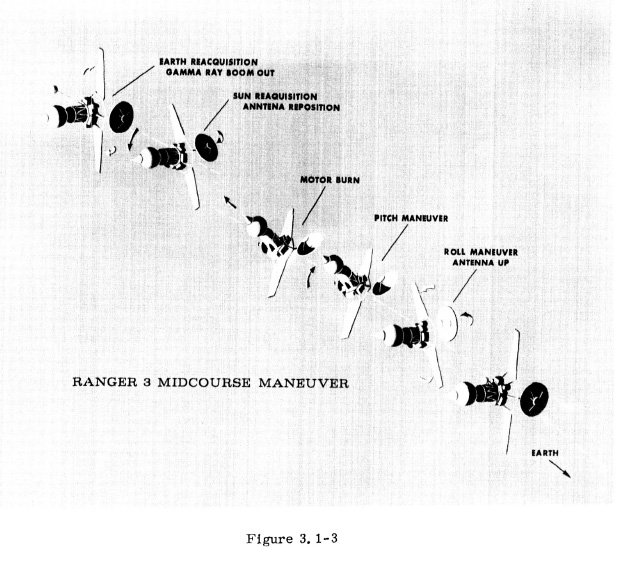
Koerscorrectie-schema van Ranger 3

Ranger 3 droeg, naast een tv-camera die iedere 10 seconden een frame aftastte, een gammastralingsspectrometer, een radarhoogtemeter en een seismometer. De stralingsmeter was bevestigd op een 1,8 m lange stang. De hoogtemeter bepaalde het juiste ontbrandingsmoment van de remraket, het tijdstip van ontkoppelen van de seismometer en werd tevens gebruikt om te kijken hoe het maanoppervlak radarstraling weerkaatste.
De constructie van de seismometer-capsule bestond uit een bol van 65 cm doorsnede, die was gemaakt van balsahout. Naast de seismometer beschikte deze bol over een versterker, voltagecontrole, een set van twee antennes en zes zilver/cadmium batterijen die de capsule een maand lang van stroom konden voorzien. De vooraf berekende landingssnelheid bedroeg 130 à 160 km/h. Het was de bedoeling, net voor de verkenner op de maan te pletter sloeg, de remraket te laten ontbranden. Meteen daarna werd de capsule losgekoppeld, waarna deze hopelijk de klap van de landing overleefde terwijl de rest van de maansonde te pletter sloeg tegen het maanoppervlak.

## Verloop van de missie

### Oorspronkelijke vluchtschema
Na lancering in een parkeerbaan om de Aarde moest Ranger 3 op een ramkoers naar de maan worden gebracht door de Agena-raket en een koerscorrectie halfweg de maan. Van daaraf zou de robot recht op het maanoppervlak afvliegen en op de correcte hoogte zijn remraket gebruiken om af te remmen alvorens de landingscapsule met seismometer af te werpen. Deze zou vervolgens een maand gegevens naar de Aarde sturen, waaruit geleerden zouden kunnen afleiden of de maan seismische activiteit (maanbevingen) vertoonde.

### Daadwerkelijk verloop van de vlucht
Net als zijn onfortuinlijke voorgangers 1 en 2 faalde ook deze missie. Door een storing in het geleidingssysteem van de Agena-raket gaf deze Ranger 3 een dusdanig hoge snelheid, dat NASA een ontmoeting met de maan kon vergeten. De robotverkenner kantelde in de verkeerde richting, waardoor het contact met de vluchtleiding gedeeltelijk verloren ging (de antenne verloor de Aarde uit het vizier) en een koerscorrectie niet goed meer mogelijk bleek. Daarnaast had een onbedoeld signaal tijdens deze manoeuvre tot gevolg, dat de sonde geen bruikbare tv-beelden naar de Aarde kon sturen. Op 28 januari 1962 passeerde Ranger 3 de maan op een afstand van 36.808 km
en kwam vervolgens in een heliocentrische baan.

### Onderzoek van vluchtgegevens
Een geluk bij een ongeluk hierbij was, dat alle boordinstrumenten bleven functioneren. Hierdoor was NASA in de gelegenheid een uitgebreide analyse van de vlucht te maken, en dan met name van de onfortuinlijke koerscorrectiemanoeuvre. Deze analyse leverde enige bruikbare gegevens betreffende de constructie van het Ranger ruimtevaartuig op.
Ranger 1 · Ranger 2 · Ranger 3 · Ranger 4 · Ranger 5 · Ranger 6 · Ranger 7 · Ranger 8 · Ranger 9